# ストックホルム
ストックホルム（Stockholm [stɔkː(h)ɔlm] ( 音声ファイル)）は、スウェーデンの首都で、同国最大の都市である。スウェーデン東部のストックホルム県 (Stockholms län) に属する。2021年時点の市の人口は約98万人。
北欧を代表する世界都市でもある。北欧で最多の人口を誇り、バルト海沿岸ではサンクトペテルブルクに次いで第2位。「水の都」、「北欧のヴェネツィア」とも言われ、水の上に浮いているような都市景観を持つ。
2014年にはアメリカ合衆国のシンクタンクが公表した、ビジネス・人材・文化・政治などを対象とした総合的な世界都市ランキングにおいて世界第33位の都市と評価された。
1912年に第5回夏季オリンピックが開催された。漢字表記は士篤恒、須篤保留武。

## 歴史

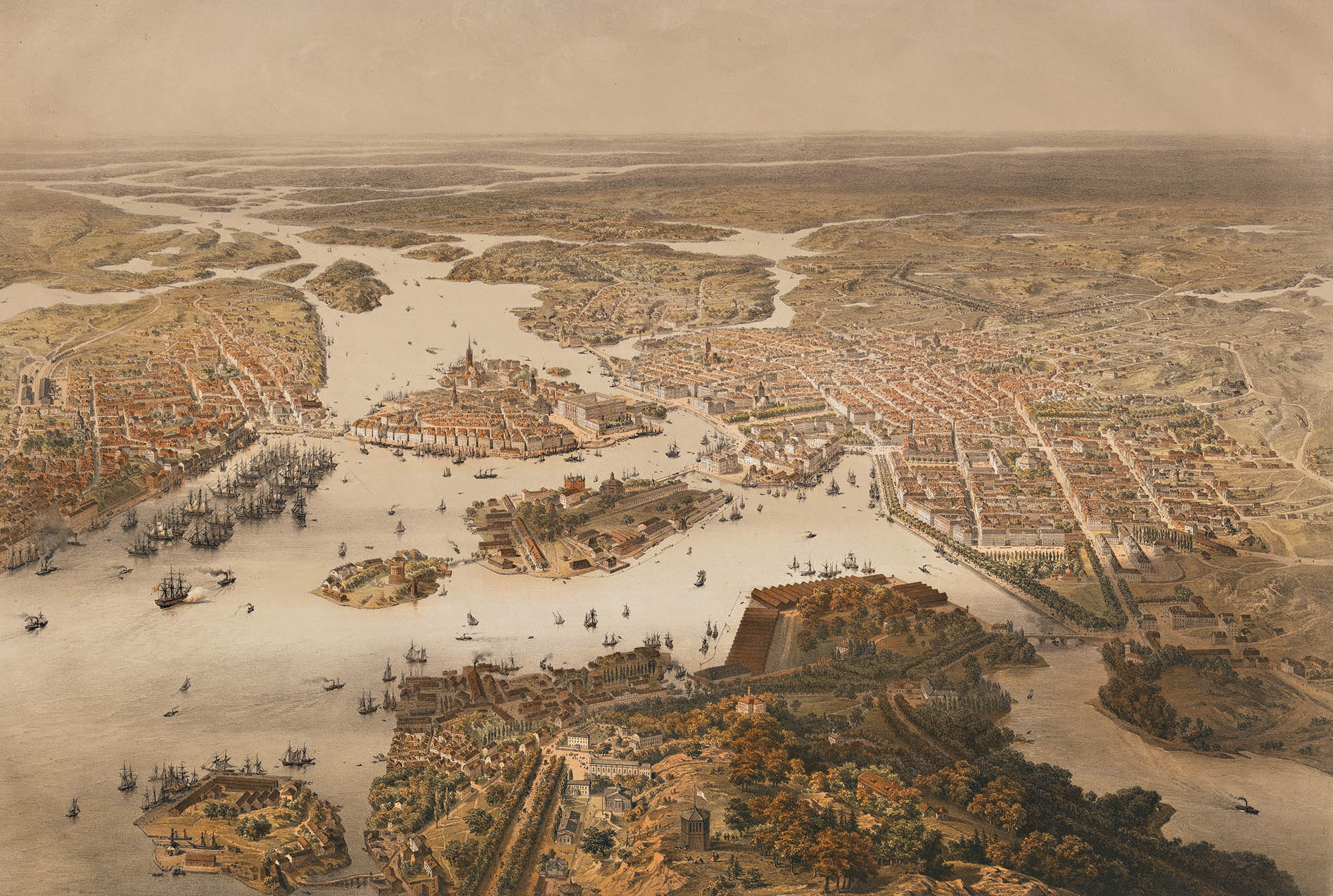
1868年頃に熱気球から描かれたストックホルム（西方向を望む）

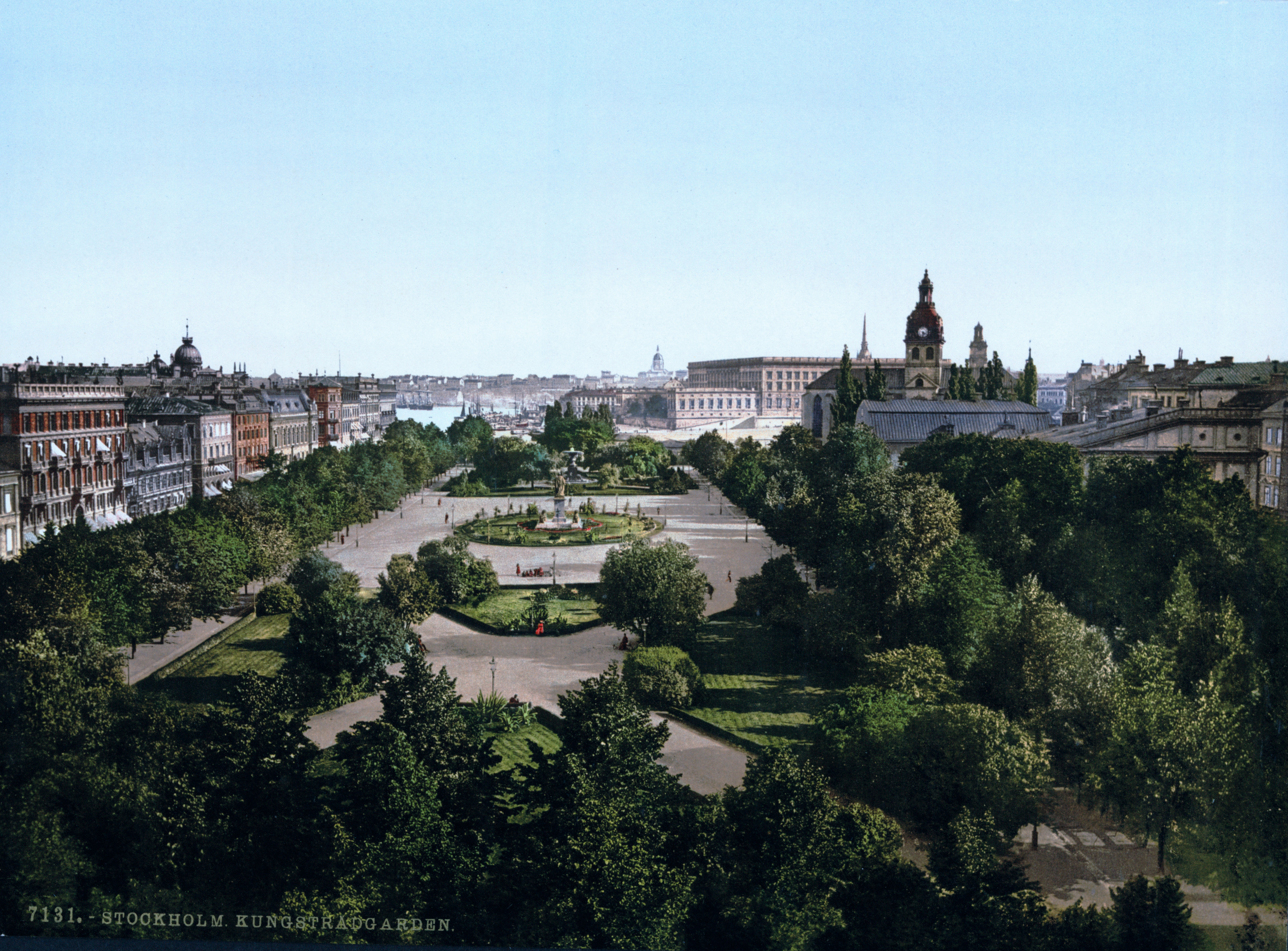
1890–1900年頃のストックホルムの王立公園

13世紀の半ばに、小島スタツホルメン島に砦として築かれたのが都市建設の最初である。
1250年代に即位したとされるフォルクンガ王朝初代国王ビルイェル・ヤールが築き、小都市の機能も備えたとされる。戦闘に備えて島を囲むように丸太の柵が巡らされていたために、「丸太の小島」と呼ばれるようになった。これはスウェーデン語で「ストックホルム」と言う。
都市はスタツホルメン島外へ次第に拡大し、近郊の小島などに広がっていった。都市の名も「ストックホルム」として落ち着いた。都市の始まりとして築かれたスタツホルメン島は「ガムラスタン（旧市街）」と呼ばれ、昔ながらの中世の建物が建ち並んでいる。
13世紀中葉以降、バルト海沿岸のハンザ同盟都市との交易で成長。カルマル同盟下で、デンマーク王家にとって重要な都市となっていく。スウェーデンの都市は、他のヨーロッパの都市と比べると小規模で、ストックホルム以外の都市化は遅々として進んでいなかった。
1520年、クリスチャン2世がストックホルムの血浴と呼ばれる独立派の処刑を行う。
この結果として独立運動が高揚、1523年にスウェーデンはグスタフ1世の下でスウェーデン王国として独立し、その首都として人口が増加、1600年には1万人に達する。
17世紀はスウェーデンが列強の一つに成長した時期であり、ストックホルムの人口も1610年から1680年の間に6倍に膨れ上がった。しかし、他国のような人口爆発はスウェーデンにおいては小規模にしか発生せず、都市と言えるような街は他には海港ヨーテボリ（イェーテボリ）くらいしか無かった。スカンディナヴィア（スカンジナビア）の諸都市と国内の諸都市を結ぶ交易を、ストックホルムが独占していく。1710年、この地でもペストが猛威を振るう。さらに大北方戦争の敗北で都市の発展に翳りが見えたが、「自由の時代」を経てグスタフ3世の治世で文化面で「ロココの時代」を迎える。19世紀後半には再び産業の中心都市として復興し、人口も移民の流入で増加する。ストックホルム生まれは市の人口の4割にも達せず、商業などを通じてドイツ人やオランダ人などが大量に入植し、ストックホルムの都市化が進んだ。この時期、カロリンスカ研究所など多くの研究機関・大学が創設された。なお、1713年以降の市内のあらゆる種類の建築物の建築図面と計画は2011年、「ストックホルム都市計画委員会のアーカイブ」としてユネスコの世界の記憶に指定された。
18世紀以降には直接戦火に巻き込まれなかったため、20世紀以降のストックホルムは現代的な多民族都市へと成長。クララ地区などの古い歴史的町並みは、現代建築に建て替えられていった。ストックホルムの人口は増加を続けているが、それは自然増ではなく移民によって構築されている。最近になって移民が独自のコミュニティを形成し始めている。

## 経済
購買平価説に基づき、2020年のストックホルムの一人当たり実質国民総所得は80,120ドルと予測される。
重化学工業は市内には事実上存在しない。市の雇用を吸収しているのはハイテク産業である。IT産業のセンターは市の北部に形成されている。ストックホルム最大の企業（従業員数）はストックホルムに本社を置く移動体通信メーカーのエリクソンで、およそ8,500人を雇用している。
金融業も発展しており、2020年にイギリスのシンクタンクにより、ストックホルムは世界第28位の金融センターと評価されている。

## 地理
メーラレン湖がバルト海に達する場所に位置し、市の中心部はストックホルム諸島 (Stockholm archipelago) を構成する島々の内、14の小島を含む。市の地勢上の中心はリッダー湾に沿っている。市の面積の30%は運河が占め、公園や緑地帯も30%を占めている。

## 交通

### 航空
- ストックホルム・アーランダ空港
- ストックホルム・ブロンマ空港

### 鉄道
- 国鉄
- SL (Storstockholms Lokaltrafik)
  - 郊外電車 (Pendeltåg)
    - Bålsta - Kungsängen/Märsta- Sollentuna - Karlberg - Stockholm City (T-Centralen) - Älvsjö - Nynäshamn/ - Södertälje hamn - Gnesta/Södertälje Centrum
    - Roslagsbanan
    - Saltsjöbanan

  - 地下鉄 (Tunnelbanan)
    - 「Röda linjen」（赤線） - Mörby centrum - Tekniska Högskolan/Ropsten - Östermalmstorg - T-Centralen - Liljeholmen - Sätra - Norsborg/- Telefonplan - Fruängen
    - 「Gröna linjen」（緑線）- Hässelby strand - Alvik - T-Centralen - Gullmarsplan - Högdalen - Hagsätra/- Skärmarbrink - Skarpnäck/- Hökarängen - Farsta strand
    - 「Blå linjen」（青線） - Akalla/Hjulsta - Västra skogen - T-Centralen  - Kungsträdgården

  - トラム (Spårvagnstrafik)
    - Spårväg City
    - Djurgårdslinjen
    - Nockebybanan
    - Lidingöbanan
    - Tvärbanan
- ストックホルム中央駅 国際列車

### 海運
- バルト海クルーズ 国際航路（シリヤライン、タリンク、ヴァイキングラインなど）

## 気候
ケッペンの気候区分によると、ストックホルムの気候は西岸海洋性気候（Cfb）に属する。緯度が高いため、1日の日照時間は夏季の18時間から12月下旬の6時間まで差がある。
北緯60度前後に位置するにもかかわらず、北大西洋海流の影響により、冬季の気温が高い。低緯度である北緯35度から北緯40度に位置する飛騨地方や長野県、東北地方内陸部よりも冬季の平均最低気温が高く、降雪量も少ない。
| ストックホルム（1991～2020）の気候 | ストックホルム（1991～2020）の気候 | ストックホルム（1991～2020）の気候 | ストックホルム（1991～2020）の気候 | ストックホルム（1991～2020）の気候 | ストックホルム（1991～2020）の気候 | ストックホルム（1991～2020）の気候 | ストックホルム（1991～2020）の気候 | ストックホルム（1991～2020）の気候 | ストックホルム（1991～2020）の気候 | ストックホルム（1991～2020）の気候 | ストックホルム（1991～2020）の気候 | ストックホルム（1991～2020）の気候 | ストックホルム（1991～2020）の気候 |
| 月                                 | 1月                                | 2月                                | 3月                                | 4月                                | 5月                                | 6月                                | 7月                                | 8月                                | 9月                                | 10月                               | 11月                               | 12月                               | 年                                 |
| ---------------------------------- | ---------------------------------- | ---------------------------------- | ---------------------------------- | ---------------------------------- | ---------------------------------- | ---------------------------------- | ---------------------------------- | ---------------------------------- | ---------------------------------- | ---------------------------------- | ---------------------------------- | ---------------------------------- | ---------------------------------- |
| 最高気温記録 °C （°F）             | 11.1 (52)                          | 12.2 (54)                          | 17.8 (64)                          | 26.1 (79)                          | 29.0 (84.2)                        | 32.7 (90.9)                        | 36.0 (96.8)                        | 35.4 (95.7)                        | 29.0 (84.2)                        | 20.2 (68.4)                        | 14.0 (57.2)                        | 12.7 (54.9)                        | 36 (96.8)                          |
| 平均最高気温 °C （°F）             | 1.0 (33.8)                         | 1.3 (34.3)                         | 4.8 (40.6)                         | 10.9 (51.6)                        | 16.6 (61.9)                        | 20.8 (69.4)                        | 23.7 (74.7)                        | 22.3 (72.1)                        | 16.9 (62.4)                        | 10.1 (50.2)                        | 5.5 (41.9)                         | 2.4 (36.3)                         | 11.4 (52.5)                        |
| 日平均気温 °C （°F）               | −0.9 (30.4)                        | −1.0 (30.2)                        | 1.6 (34.9)                         | 6.3 (43.3)                         | 11.4 (52.5)                        | 15.7 (60.3)                        | 18.7 (65.7)                        | 17.7 (63.9)                        | 13.1 (55.6)                        | 7.6 (45.7)                         | 3.6 (38.5)                         | 0.6 (33.1)                         | 7.9 (46.2)                         |
| 平均最低気温 °C （°F）             | −2.9 (26.8)                        | −3 (27)                            | −1.2 (29.8)                        | 2.6 (36.7)                         | 7.3 (45.1)                         | 11.6 (52.9)                        | 14.9 (58.8)                        | 14.3 (57.7)                        | 10.3 (50.5)                        | 5.4 (41.7)                         | 1.9 (35.4)                         | −1.2 (29.8)                        | 5.0 (41)                           |
| 最低気温記録 °C （°F）             | −32 (−26)                          | −30 (−22)                          | −25.5 (−13.9)                      | −22.0 (−7.6)                       | −6.5 (20.3)                        | 0.0 (32)                           | 4.3 (39.7)                         | 2.0 (35.6)                         | −3.5 (25.7)                        | −9.0 (15.8)                        | −18 (0)                            | −22.5 (−8.5)                       | −32 (−26)                          |
| 降水量 mm （inch）                 | 32.7 (1.287)                       | 23.3 (0.917)                       | 24.6 (0.969)                       | 28.0 (1.102)                       | 30.1 (1.185)                       | 52.5 (2.067)                       | 55.4 (2.181)                       | 53.2 (2.094)                       | 41.6 (1.638)                       | 44.5 (1.752)                       | 41.5 (1.634)                       | 37.5 (1.476)                       | 464.9 (18.302)                     |
| [ 要出典 ]                         |                                    |                                    |                                    |                                    |                                    |                                    |                                    |                                    |                                    |                                    |                                    |                                    |                                    |

## 治安
欧州連合 (EU) 諸国では一般的に、大都市に住む人は人口の少ない地域に住む人の3倍もの問題を経験しているが、スウェーデンでは2倍以下である。2021年の世界平和指数で、経済平和研究所が「犯罪動向と刑事司法制度の運用に関する国連研究」に基づき、意図的殺人の項目でスウェーデンを1.55（5段階評価）とし、日本の1.15より高いが、少なくともEUではフィンランドの1.8より低く、オランダの1.3やドイツの1.45やデンマークの1.5とほとんど変わらず、アメリカ合衆国の2.75よりはるかに低い。暴力犯罪カテゴリーではレベル2（1 - 5段階）、安全・安心への取り組み不足カテゴリーでは1.46を獲得した。まとめると、暴力犯罪のカテゴリーレベル2であるスウェーデンの人口の少ない地域の2倍弱の治安問題を抱える大都市ストックホルムの治安状況は、日本より悪いがアメリカより良いということである。そして、それがEUの大都市の平均と同程度である。

## 文化

### ストックホルムを舞台にした作品
- シューヴァル＆ヴァールー夫妻による『警部マルティン・ベックシリーズ』全10巻の舞台。初めから10作限定で、スウェーデン社会の10年を描くという構想で書かれたものであり、ストックホルムの町やその周辺の町のあちこちが登場する。
- 宮崎駿監督のアニメ『魔女の宅急便』の舞台となる街「コリコ」のモデルの1つである。おもにモデルとなったのはゴットランド島のヴィスビーで、他にポルトガルやアイルランドなども使われている。
- 佐々木譲による小説『ストックホルムの密使』（日本冒険小説協会大賞受賞作）
- リンドグレーンによる『名探偵カッレくん』、『カッレくんの冒険』、『名探偵カッレとスパイ団』

### ストックホルム出身の人物
- ユーハン・ヘルミク・ルーマン（後期バロック音楽の作曲家）
- アルフレッド・ノーベル（ダイナマイトの発明者）
- ヴァン・ヴァルフリート・エクマン(海洋物理学者)

### 建築

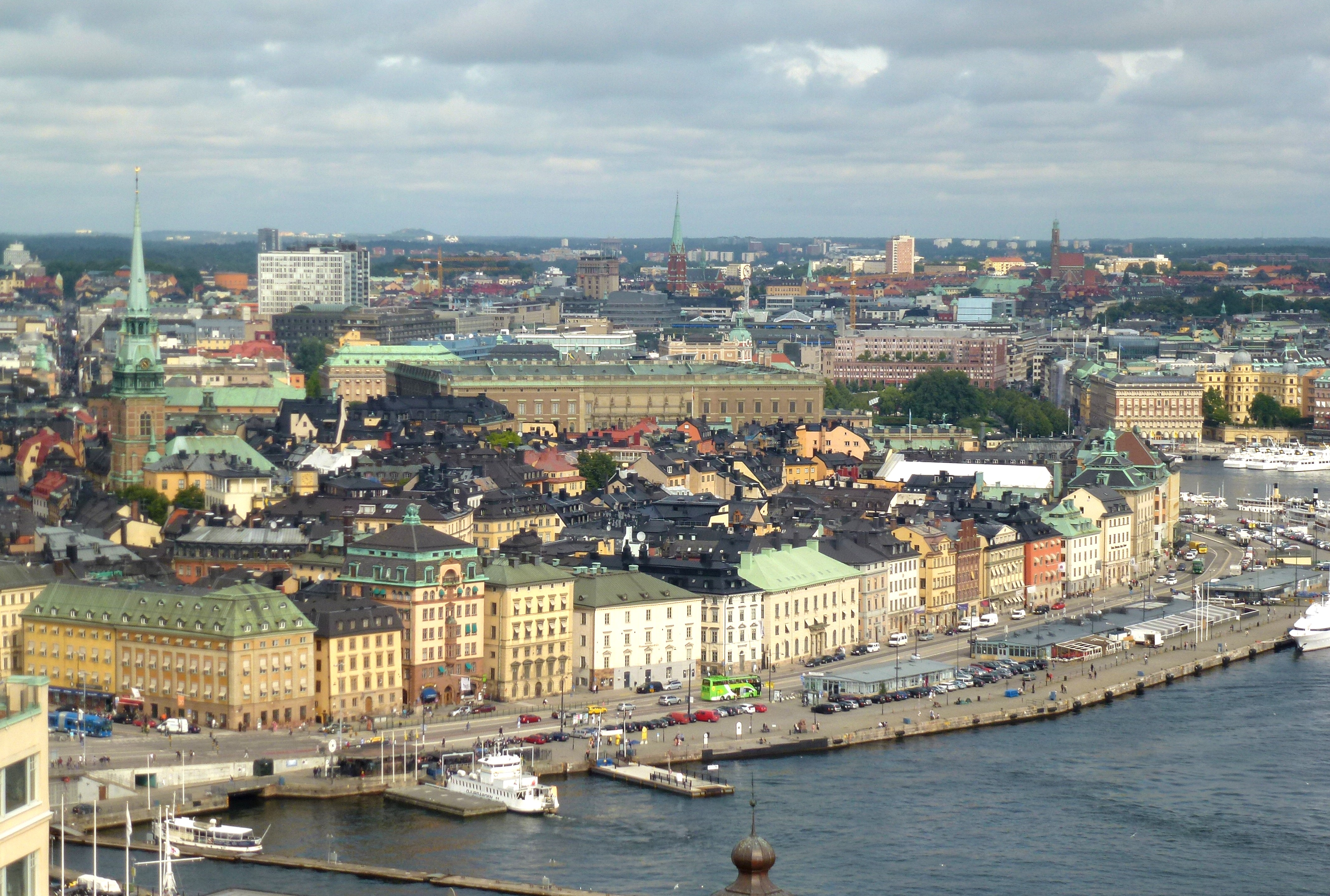
ガムラスタン

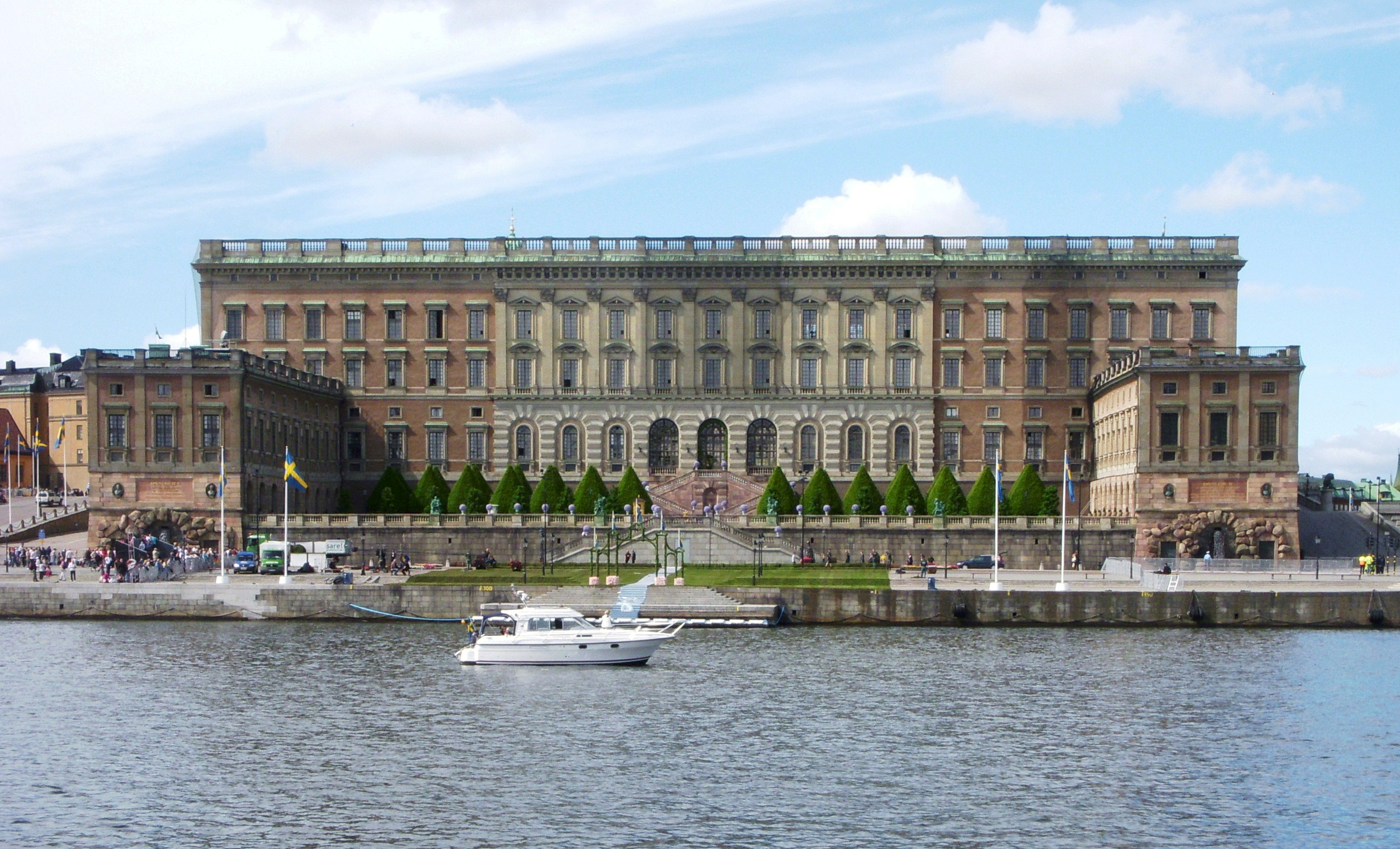
ストックホルム宮殿

- ガムラスタン (Gamla Stan) - 旧市街。
  - 王宮 (Kungliga Slottet) - 内部は博物館、正午に衛兵交代式が行われる。
  - 国会議事堂 (Riksdagshuset)
  - 大聖堂 (Domkyrkan)
  - ユダヤ教会
  - 騎士の家 (Riddarhuset)
- ユールゴーデン (Djurgården)
  - グローナルンド遊園地
- ローゼンダル宮殿 (Djurgården)
- リッダルホルム教会 (Riddarholmskyrkan)
- ストックホルム市庁舎 (Stadshuset) - 内部公開。ノーベル賞受賞者の記念晩餐会が開かれることで世界的に有名。
- ロングホルメン監獄 (Långholmen) - ユースホステルとして活用。
- カクネスタワー (Kaknästornet) - テレビ塔。
- スコーグスシュルコゴーデン (Skogskyrkogården) - 直訳すると「森の教会墓地」。建築家アスプルンドが設計した郊外墓地。世界遺産。
- 帆船アフ・チャップマン号 - 保存公開。内部はユースホステルとして活用。

### 博物館

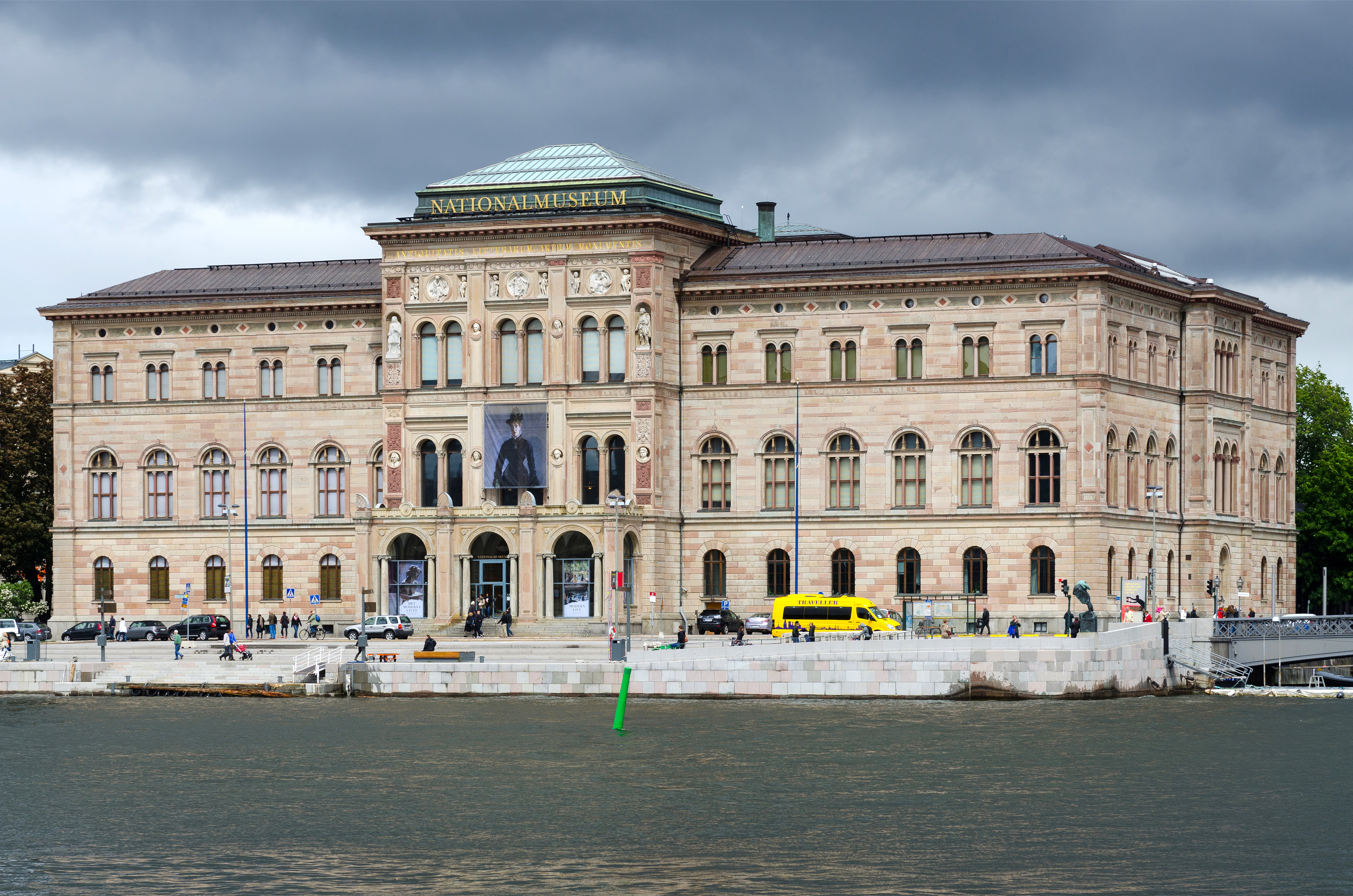
スウェーデン国立美術館。

- 郵便博物館 (Postmuseet)
- 貨幣博物館
- ノーベル博物館 - ガムラスタン地区。
- スカンセン野外博物館 - 世界最初にできた野外博物館。
- ストックホルム近代美術館
- スウェーデン国立美術館 (Nationalmuseet)
- スウェーデン国立近代美術館
- スウェーデン国立歴史博物館 (Historiska museet)
- 音楽博物館 (Musikmuseet) - ABBAの展示が地下にある。幅広い関係資料が閲覧できる機械もある。
- 兵器博物館
- 東洋博物館 (Östasiatiska museet)
- 北方民族博物館 (Nordiska museet) - 国立の博物館。スウェーデン全体についての総合博物館。歴史民俗宗教、生活史、自然史など幅広い展示。また、地下にABBAの展示コーナーがあった。
- ヴァーサ号博物館 (Vasamuseet)
- ダンス博物館 (Dansmuseet)
- 国立民族誌博物館 (Etnografiska Museet) - 世界各国の民族誌資料の展示。敷地内には日本の茶室「瑞暉亭（ずいきてい）」もある。1935年に一度建てられたが1969年焼失し、1990年に再建されたもの[11][12]

### 劇場
- オペラ劇場 (Kungliga Operan)
- スウェーデン王立歌劇場
- スウェーデン王立バレエ団

### 郊外

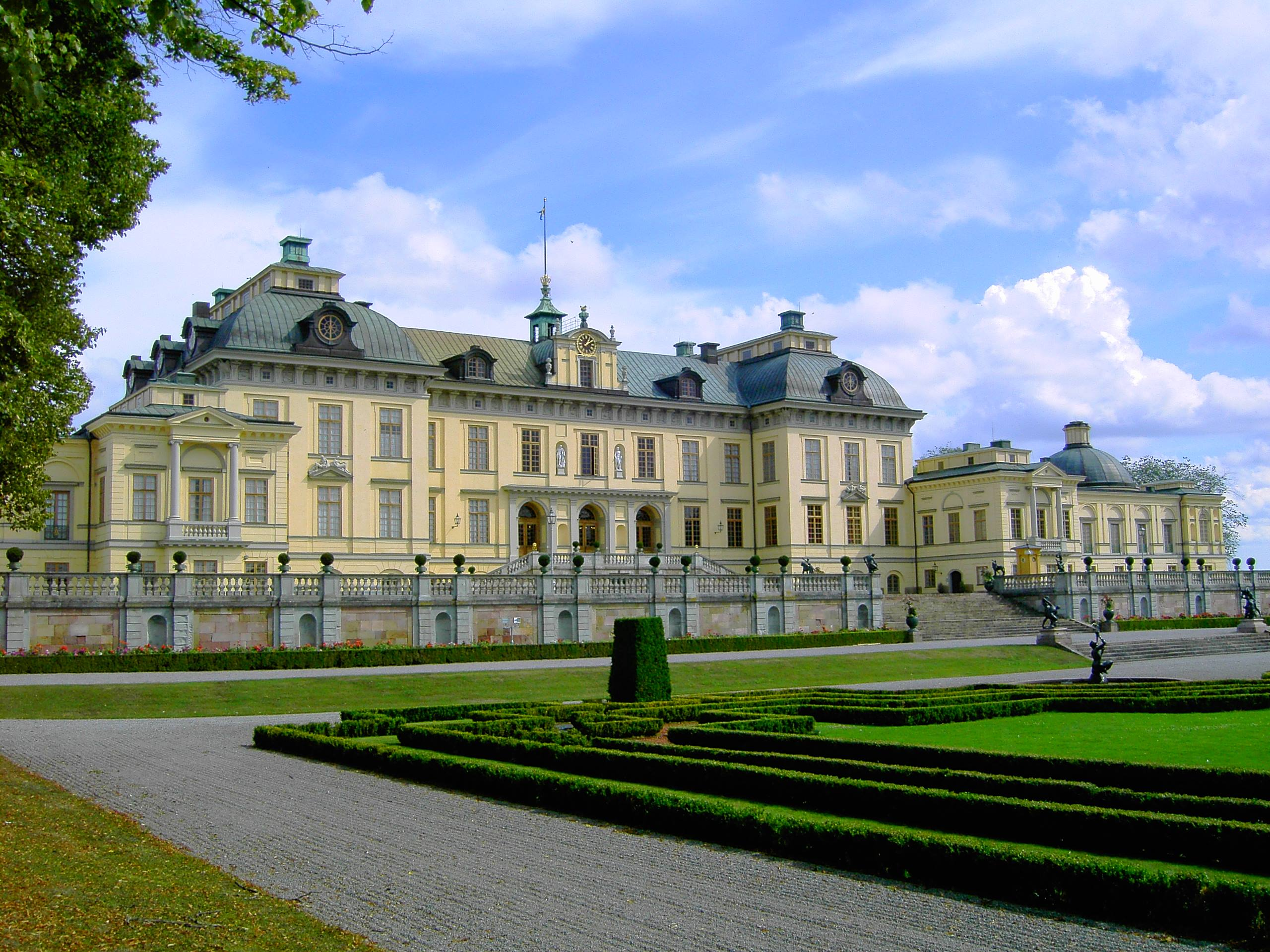
ドロットニングホルム宮殿

- メーラレン湖の遊覧船 - レストランつきの蒸気船がドロットニングホルム、ビルカ、シグチューナ、マリエフレッド、ストックホルム諸島の島々に就航。季節運航。また、ユールゴーデン周遊などストックホルム市内遊覧コースは頻発。
- ドロットニングホルム宮殿 (Drottningholms slott) - 世界遺産。
  - ドロットニングホルム宮廷庭園 - 世界遺産。
  - ドロットニングホルム宮廷劇場 (Drottningholmsteatern) - 世界最古の屋内劇場、現役。王立オペラとバレエが使用。世界遺産。
- ビルカ (Birka) - ヴァイキング時代の遺跡のある島。世界遺産。
- ホーヴゴーデン (Hovgården) - ヴァイキング期の遺跡。ビルカとともに世界遺産登録。
- シグチューナ (Sigtuna) - スウェーデンの古い町並みが保存されている。
- マリエフレド (Mariefred)
- ストックホルム群島 (Stockholms skärgård)
  - バックスホルム要塞 (Vaxholmskastellet)

### スポーツ

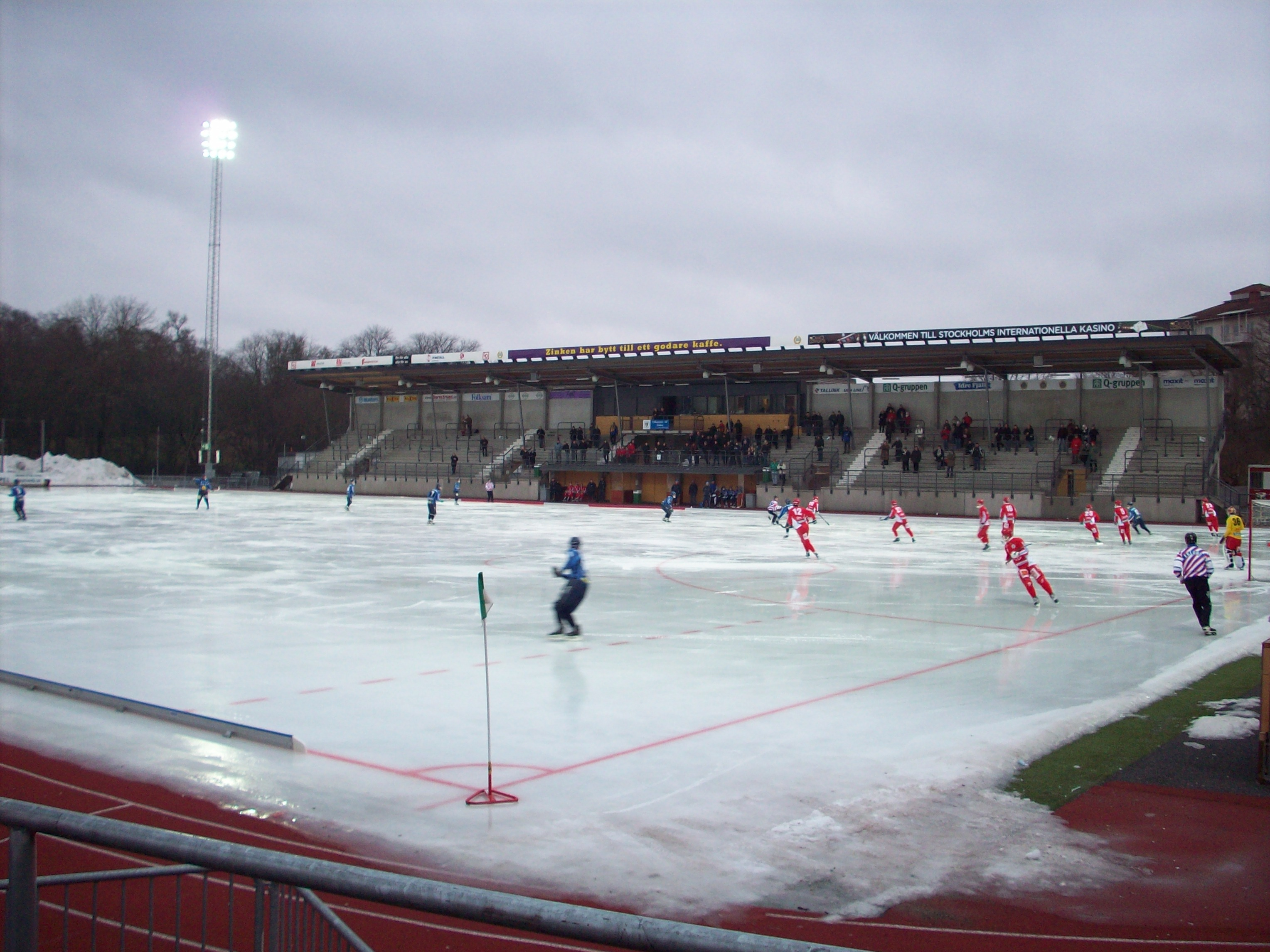
バンディ

1912年には第5回夏季オリンピックが開催された。また、1956年メルボルンオリンピックの馬術競技はオーストラリアの検疫の問題によりストックホルムで行われた。
- ストックホルム・スタディオン
- サッカー
  - ハンマルビーIF
  - ユールゴーデンIF
  - AIKソルナ
- 陸上競技
  - DNガラン (DN Galan)

## 対外関係

### 姉妹都市
ストックホルムはどの都市とも正式に姉妹都市提携をしていないが、世界中の首都と協力関係にある。

### 提携都市
- ラパス（ボリビア ラパス県）
- サラエヴォ（ボスニア・ヘルツェゴビナ）
- サンティアゴ・デ・カリ（コロンビア バジェ・デル・カウカ県）
- タリン（エストニア ハリュ県）
- ヘルシンキ（フィンランド ウーシマー州 ウーシマー県）
- ヌーク（デンマーク グリーンランド セルメルソーク地区）
- シラクサ（イタリア シチリア州 シラクーザ県）
- リガ（ラトビア 直轄市）
- ヴィリニュス（リトアニア ズーキヤ地方 ヴィリニュス郡）
- ポドゴリツァ（モンテネグロ 首都地域）
- ケミセット（モロッコ ラバト･サレ･ケニトラ地方 ケミセット州）
- アムステルダム（オランダ 北ホラント州）
- サンクトペテルブルク（ロシア 連邦市）
- ティラナ（アルバニア ティラナ州 ティラナ県）
- イスタンブール（トルコ イスタンブール県）
- キーウ（ウクライナ 特別市）